# Combate de Valencia
El combate de Valencia (mayo de 1812) fue un enfrentamiento militar librado en la Guerra de Independencia de Venezuela durante la campaña de reconquista de Monteverde, resultando vencedoras las tropas del Imperio español sobre los combatientes de la Primera República. 

## Antecedentes
Tras el terremoto del 26 de marzo de 1812, las fuerzas monárquicas lideradas por el caudillo Domingo de Monteverde iniciaron su avance hacia Caracas. El 25 de abril vencía en Los Colorados al mayor Miguel Carabaño Aponte, tomando San Carlos. Ahí se le unen los poderosos doctores Juan Antonio Rojas Queipo, Vicente Maya y Juan Nepomuceno Quintana, Francisco Hernández de la Joya y Vicente Gómez, el presbítero Pedro Gamboa y el fraile Pedro Hernández, entre otros realistas renombrados. Monteverde aprovecha su nueva situación para enviar a su segundo, coronel Eusebio Antoñanzas, por los Llanos hacia Calabozo. En tanto, Monteverde tomó rumbo a Valencia, capital federal de Venezuela. Ahí, el gobierno republicano ofreció el mando al brigadier Francisco Rodríguez del Toro, pero aquel se negó a aceptar y asumió Francisco de Miranda como generalísimo de mar y tierra el 26 de abril, con todos los poderes, mientras el gobierno se retiró a La Victoria.
Como los principales recursos y unidades para la defensa de la República se reunían en Caracas, se ordenó la defensa de Valencia a 800 soldados a las órdenes del teniente coronel Miguel Ustáriz, mientras el generalísimo viajaba a Caracas. De paso por San Mateo, nombró al coronel de milicias de Aragua, Simón Bolívar, como comandante del castillo San Felipe para que cubriera el flanco derecho de la línea defensiva. Luego, Miranda y Bolívar siguieron a Caracas, donde llegaron el 29 de abril, donde la autoridad del generalísimo fue reconocida por el gobierno local formado por Francisco Berrío, Francisco Talavera y Luis José Escalona. Al día siguiente, el inspector general de la guarnición, coronel Juan Pablo Ayala, expuso la situación de las tropas, armas y municiones y esa tarde salieron a los valles de Aragua las tres mejores divisiones del ejército republicano. Eran 2 batallones de línea y 7 de milicias regladas, 10 piezas de artillería con sus correspondientes dotaciones, algunas compañías sueltas de infantería y caballería y un piquete de aventureros franceses al mando del coronel Jules Du Cayla. En la noche del 30 de abril se sintieron explosiones en La Guaira, lo que hizo temer un ataque naval de los monárquicos. Esto atrasó el retorno del generalísimo al frente, pues pasó la mañana del 1 de mayo explorando el litoral hasta darse cuenta de que no había peligro. Posteriormente, los republicanos se enteraron de que eran sonidos producidos por la erupción del volcán La Soufrière, en San Vicente.

## Combate

### Lucha por la ciudad
Para proteger el flanco izquierdo del frente republicano, Miranda ordenó una defensa a toda costa de Valencia, pero su orden llegó muy tarde. El 30 de abril Ustáriz, desalentado por las continuas deserciones y la baja moral de la tropa, derrotada varias veces antes, había ordenado evacuar la ciudad y retirarse al desfiladero de La Cabrera, mientras el capitán Bartolomé Salom destruyó toda munición y parque que no pudieron llevarse con ellos. Al recibir la orden, el oficial se vio en un grave problema, pues corría riesgo de perder su vida por el error. En la ciudad, los habitantes aprovecharon para invitar a Monteverde a entrar pacíficamente, quien lo hizo en medio de vítores y aclamaciones el 3 de mayo, arrestándose a todo vecino patriota para enviarlo a Coro y embargar sus bienes.
Ustáriz, dada la situación, recibió nuevas órdenes de recuperar la urbe a toda costa y apenas una hora después que su enemigo entró en ella ordenó a su columna cargar dentro, mientras él se instalaba en el morro cercano. Sin embargo, sus hombres estaban desmoralizados y al poco rato fueron forzados a retirarse hasta Guacara, dejando algunos muertos y armas. Miranda estaba llegando a Maracay con el ejército cuando se enteró de la derrota. Poco después organizó una columna de cazadores al mando de los tenientes coroneles Rafael Chatillón y Santiago Lemer y puso la caballería al mando del coronel escocés Gregor McGregor. El generalísimo traía 3.000 soldados y con el aporte de Ustáriz alcanzaban casi los 4.000. Traía con él 2.000 mulas cargadas armas y provisiones para el ejército, planeando originalmente atrincherarse en San Carlos o Valencia y esperar el ataque.

### Lucha por el morro
Unos días después tropas realistas, al mando del venezolano Juan Antonio Baquero y el fraile Hernández, deciden atacar a los patriotas en el morro, donde logran desalojar al comandante José Lazo y el teniente coronel Antonio Flores. Flores, al mando de una columna de 500 soldados, ocupó Los Guayos, a una legua de Valencia (equivalente a 5 km), el 8 de mayo y los realistas les atacaron, pero cuando la victoria parecía decantarse para los independentistas, el capitán Pedro Ponce y toda la primera compañía de línea de granaderos se pasó al bando monárquico, llevando a la derrota y la desconfianza entre los oficiales patriotas. El 9 de mayo, Flores, atrincherado en el pueblo, es capturado por Ponce y al día siguiente McGregor intenta recuperar el morro, pero es obligado a retirarse a Los Guayos. Poco después es vencido de nuevo y se retira a Guacara.

## Consecuencias
La victoria monárquica impidió a Miranda realizar su plan de instalar defensas en Valencia. Tuvo que permanecer a la defensiva en La Cabrera, donde el desfiladero formado entre una serranía y la costa sur del lago Valencia permitía una fácil defensa. Construyó fosos, clavó estacas, estableció baterías y organizó una flotilla para mantener las posiciones bien comunicado. Sin embargo, al permanecer a la defensiva se vio desacreditado como jefe militar ante sus subordinados. Monteverde organizó un ataque el 19 de mayo y fracasó, luego hubo un segundo intento el 26 de mayo, pero acabó de igual forma. Recibió refuerzos y municiones de Coro y organizó un nuevo asalto el 12 de junio, siendo nuevamente vencido; todos fueron por el paso de Guaica. Finalmente, un patriota desertó y le guio por un camino desconocido entre las montañas, llegando a la retaguardia republicana. De pronto, dos compañías que cuidaban los caminos por los valles de Aragua fueron sorprendidas y al notarse las alturas de Maracay ocupadas por enemigos, Miranda ordena la retirada durante la noche del 17 de junio, de forma precipitada y quemando depósitos de víveres y municiones. Se van a Maracay para evitar ser rodeados. Esto hizo que se le considera tímido en la guerra y carente de liderazgo.
La ruta de retirada del ejército republicano a la capital se veía en peligro también porque Antoñanzas había tomado Calabozo (20 de mayo), San Juan de los Morros y Villa de Cura (23 de mayo). Al capturar la primera pasó a cuchillo a todos los defensores y se le sumó un pulpero llamado José Tomás Boves, mientras que en la segunda se masacró a todo el mundo, sin considerar a mujeres y niños, «La guerra á muerte se recrudecía». Para empeorarlo todo, la provincia de Barinas se pronunció a favor del rey.